# Avnø
Avnø (tidligere stavet Agnø) er en halvø på nordsiden af Avnø Fjord mellem Næstved og Vordingborg. Avnø omtales første gang i 1370 – som Affnø.
Ved halvøens rod findes Avnøgård.
Avnø var oprindelig en ø, som på Videnskabernes Selskabs kort fra 1776 hed "Aunøe"; Den blev landfast med halvøen Svinø efter udtørring af Svinø Nor.
Avnø var fra 1931-1993 hjemsted for en militær flyveskole ved Flyvestation Avnø, først for marinen og efter 2. verdenskrig også for Hærens Flyvertropper og fra 1950-1993 for Flyvevåbnet. I 1993 flyttede flyveskolen til Karup.
Avnø og et større område omkring Avnø Fjord (i alt 1.358 ha) blev fredet i 2001-02 og ejes af Naturstyrelsen, og bygningerne fra den tidligere flyverskole blev i 2004 omdannet til Avnø Naturcenter, Flyvervej 40, 4750 Lundby.
Halvøen Avnø er del af Natura 2000-naturplan 169. Havet og kysten mellem Karrebæk Fjord og Knudshoved Odde og er både et EF-fuglebeskyttelsesområde og et Ramsarområde.
Avnø hører til Køng Sogn, Vordingborg Kommune (tidligere Hammer Herred Præstø Amt).